# Panafrikaans Festival van Ouagadougou voor Film en Televisie
Het Panafrikaans Festival van Ouagadougou voor Film en Televisie (Festival panafricain du cinéma et de la télévision de Ouagadougou, FESPACO) is het tweejaarlijkse filmfestival van Ouagadougou, de hoofdstad van Burkina Faso. Het wordt op de oneven jaren gehouden in de maand februari of maart.
Het festival, dat in 2019 aan zijn 26e editie toe was, is met de jaren uitgegroeid tot een van de grootste media-manifestaties in Afrika, en is – ondanks het notoir chaotische verloop – onontkoombaar voor iedereen die zich op het professionele vlak met de Afrikaanse film bezighoudt. Het festival is ook populair bij de doorsnee Burkinese filmliefhebber omdat het een zeldzame gelegenheid is waarbij films uit het eigen continent in groten getale kunnen bekeken worden.
Het festival werd opgericht in 1969 in Ouagadougou door een groep filmliefhebbers onder de naam "Week van de Afrikaanse Film". Vijf Afrikaanse en twee Europese landen (waaronder Nederland) namen aan deze eerste editie deel. In 1972, kreeg het festival zijn definitieve benaming van Festival panafricain de cinéma de Ouagadougou (FESPACO). Vanaf dat jaar is aan het festival ook een competitie verbonden in verschillende categorieën waaronder documentaire, korte films, langspeelfilms en tv-series.
Het festival zet voornamelijk creaties uit Afrikaanse landen in de kijker, maar ook van de Antilliaanse, Afro-Amerikaanse en Europese diaspora. De grote prijs voor de beste langspeelfilm wordt toegekend door een internationale jury en bestaat uit een geldprijs en een bronzen ruiterbeeld, de Étalon de Yennenga genaamd, naar de mythische stichter van het Mossi-rijk.